# Novolipetsk Steel
A Novolipestsk Steel, mais conhecida como NLMK, é uma das quatro maiores empresas privada da Rússia, tendo como dono Vladimir Lisin. Foi fundada em 1931 na então União Soviética e no ano de 1993 foi privatizada e adquirida pelo seu atual dono. Sua sede principal fica em Lipetsk, a 50km de Moscou.

## Ligação externa
- «Sítio oficial» (em inglês)